# Chicopee (Massachusetts)
Chicopee ist eine Stadt im Hampden County im US-Bundesstaat Massachusetts. Das U.S. Census Bureau hat bei der Volkszählung 2020 eine Einwohnerzahl von 55.560 ermittelt.
Chicopee wurde ab 1640 besiedelt, 1848 wurde sie zur Town und 1890 zur City. Sie ist nach dem Fluss Chicopee benannt und besteht aus den Teilen Chicopee Center (Cabotville), Chicopee Falls, Willimansett, Fairview, Smith Highlands, Aldenville, Burnett Road und Westover.

## Bevölkerung

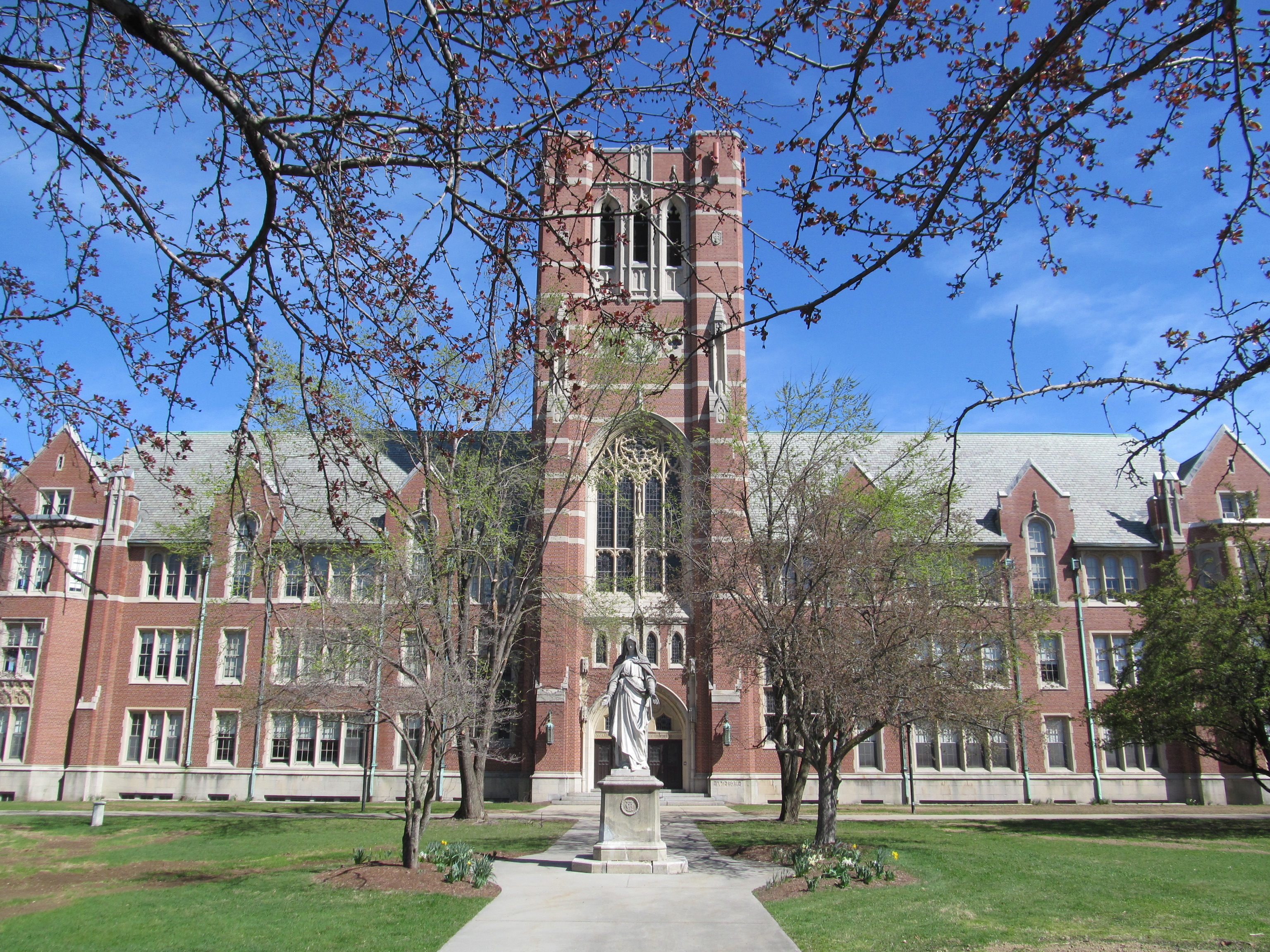
Berchmans Hall, Elms College

Die Stadt ist nach Springfield die zweitgrößte Stadt in West-Massachusetts. Die Stadt hat auf einer Fläche von 61,83 km² nach der Volkszählung von 2010 eine Bevölkerung von 55.298 Einwohnern und eine Bevölkerungsdichte von 894,34 Einwohnern pro km². Von den Einwohnern waren 86,8 % europäischer Abstammung.

## Bildung
Der öffentliche Schulbezirk der Stadt Chicopee unterhält mehrere öffentliche Schulen mit 7800 Schülern. Darüber hinaus verfügt die Stadt über mehrere katholische Grundschulen, die von der Diözese Springfield verwaltet werden. Es gibt ein katholisches Gymnasium, das Holyoke Catholic High School, das in der Nachbarstadt Holyoke gegründet wurde, aber 2008 an seinen jetzigen Standort in Chicopee zog.
Das Elms College ist eine private Universität in der Nähe des Stadtzentrums von Chicopee. Die Universität wurde 1928 von den katholischen Schwestern von San José gegründet.

## Sehenswürdigkeiten

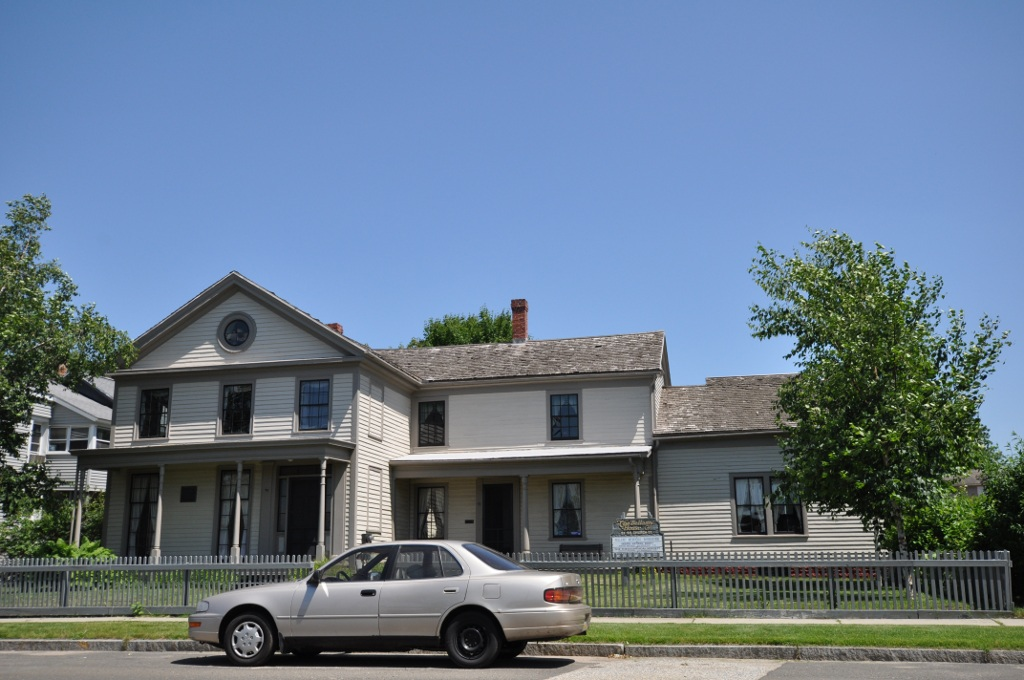
Wohnhaus von Edward Bellamy

Erwähnenswert sind die Chicopee City Hall von 1871 im neoromanischen Stil und das Edward Bellamy House sowie Al’s Diner. Bedeutendste Kirche mit kathedralartigen Ausmaßen ist die römisch-katholische Basilika St. Stanislaus.
In der Stadt liegen der Frank J. Szot Memorial Park und der Chicopee Memorial State Park.

## Persönlichkeiten
- Edward Bellamy (1850–1898), Science-Fiction-Autor
- David P. Valcourt (* 1951), Generalleutnant der United States Army
- Ryan Malone (* 1992), Fußballspieler